# Halszka Wasilewska (oficer)
Halszka Wasilewska (ur. 21 marca 1899 w Londynie, zm. 8 lutego 1961 w Stafford, Wielka Brytania), czasem "Halina", ps. Krystyna – żołnierz, a potem major Polskich Sił Zbrojnych, przeszła trzy wojny, Pawiak i Ravensbrück (KL). Była najstarszą z trzech córek Wandy (z Zieleniewskich) i Leona Wasilewskich. Dwukrotnie odznaczona była Krzyżem Walecznych.

## Życiorys
Pierwsze lata 1899-1903 przeżyła w londyńskim przedmieściu, Leytonstone w mieszkaniu gdzie gościli członkowie PPS-u, m.in. Józef Piłsudski. Ojciec jej był wówczas redaktorem przeglądu, Przedświt. Po tułaniu się z rodzicami po Europie, późniejsze dzieciństwo i naukę odbyła w Krakowie. Otrzymała absolutorium z filozofii na Uniwersytecie Jana Kazimierza we Lwowie. Następnie zrobiła specjalizację z biologii i pracowała jako nauczycielka w gimnazjum dla dziewcząt we Lwowie.
Po wybuchu I wojny światowej uczestniczyła w służbie sanitarnej I Brygady Legionów w Jabłonkowie, Kętach i w Wiedniu. W 1918 została kurierką Polskiej Organizacji Wojskowej w Krakowie. W przebraniu mężczyzny brała udział w obronie Lwowa jako telefonista w Legionach a w dalszych walkach z Ukraińcami jako dowódca patrolu telefonicznego. Skończyła szkołę podoficerską w Komorowie. Służyła w Wojsku Polskim. W 1920 dalej brała udział w obronie Lwowa. Po zakończeniu działań była jedną z organizatorek ruchu Przysposobienia Wojskowego Kobiet, PWK. W latach 1928–1934 była komendantką Przysposobienia Wojskowego Kobiet na terenie Lwowa i równocześnie kierowniczką kobiecego referatu WF i PW w Urzędzie Dowództwa Okręgowego Korpusu, DOK VI Lwów. Od 1939 była komendantką Centrum Wyszkolenia Instruktorek PWK w Warszawie. Po agresji III Rzeszy na Polskę we wrześniu 1939 otrzymała komendę Batalionu Pomocniczej Służby Kobiet przy Dowództwie Lwowskiej Brygady Obrony Narodowej w obronie Lwowa. Dowodziła nim do kapitulacji miasta 22 września przed Armią Czerwoną po agresji ZSRR na Polskę.
W październiku 1939 dołączyła do Służby Zwycięstwa Polski, SZP w okręgu lwowskim pod okupacją sowiecką. Po wybuchu wojny niemiecko-sowieckiej była od 1941 referentką wyszkolenia w dowództwie Wojskowej Służby Kobiet – (służba Armii Krajowej), przy Kwaterze Głównej Związku Walki Zbrojnej w Warszawie. Gestapo aresztowało ją na początku 1943 i uwięziło na Pawiaku, po czym 3 kwietnia 1943 została wywieziona do obozu w Ravensbrück. Po wyzwoleniu przeszła kurację w Szwecji. Następnie w stopniu majora przejęła komendę 2 Batalionu Pomocniczej Służby Kobiet przy 1 Dywizji Pancernej gen. Maczka w Meppen w brytyjskiej strefie okupacyjnej Niemiec.
W 1947 z personelem Polskich Sił Zbrojnych z terenu Niemiec została przeniesiona do Wielkiej Brytanii, gdzie zdecydowała się pozostać. Przeszła kurs kreślarstwa i osiedliła się w Stafford, gdzie zajmowała się projektowaniem reklam dla przedsiębiorstw. Miała oprócz tego w planie wydanie atlasu z mapami historycznymi Polski - kwestia, która niegdyś zajmowała jej ojca, Leona, oraz młodszą siostrę, Wandę. Zmarła w Stafford i została pochowana na staffordzkim cmentarzu.